# Tupaiidae
Tupaiidae es, junto a Ptilocercidae, una de las dos familias existentes de escandentios. Contiene 3 géneros y 19 especies vivas.

## Taxonomía
- Género Anathana
  - A. ellioti
- Género Dendrogale
  - D. melanura
  - D. murina
- Género Tupaia
  - T. belangeri
  - T. chrysogaster
  - T. dorsalis
  - T. everetti
  - T. glis
  - T. gracilis
  - T. javanica
  - T. longipes
  - T. minor
  - T. moellendorffi
  - T. montana
  - T. nicobarica
  - T. palawanensis
  - T. picta
  - T. splendidula
  - T. tana

## Conservación
El estado de un 71,4% de las especies de esta familia es de preocupación menor, de acuerdo con la Lista Roja de la UICN. Un 4,8% está en estado vulnerable y otro 4,8%, en peligro crítico. El 19% restante no tiene suficiente información recolectada para ser categorizada en la escala.